# アジアハイウェイ8号線
 アジアハイウェイ8号線（アジアハイウェイ8ごうせん）は、アジアハイウェイの路線の一つで、 総延長は4,435kmである。

## 概要
起点はロシア連邦レニングラード州ヴィボルグスキー地区トルフィノブカで、ヴィボルグからカレリア地峡を通りサンクトペテルブルクに向かった後、サンクトペテルブルクから南東に進路を変え、ノヴゴロド、モスクワを通り、ボルゴグラードからはボルガ川南岸沿いを通る。カザフスタン国境近くのアストラハンからはカスピ海沿いに南下し、カルムイク共和国やダゲスタン共和国を通り抜けてアゼルバイジャンに入る。
ヨーロッパからアジアに入ったアジアハイウェイ8号線は首都バクーを通り、アゼルバイジャンからイランに入ることで、起点から続いた欧州自動車道路との重複区間が終わる。イランに入ったアジアハイウェイ8号線はギーラーン州ラシュトでカスピ海を離れて南下し、ガズヴィーン州ガズヴィーンで アジアハイウェイ1号線と合流してテヘランに向かう。その後、アジアハイウェイ8号線はテヘラン西郊を通って再び南下し、イラク国境に近い港町であるフーゼスターン州バンダレ・エマーム・ホメイニーが終点となる。
なお、アジアハイウェイ8号線はイラン国内の一部区間を除き、他のアジアハイウェイ及び欧州自動車道路との重複区間となっている。

## 経路

### ロシア連邦

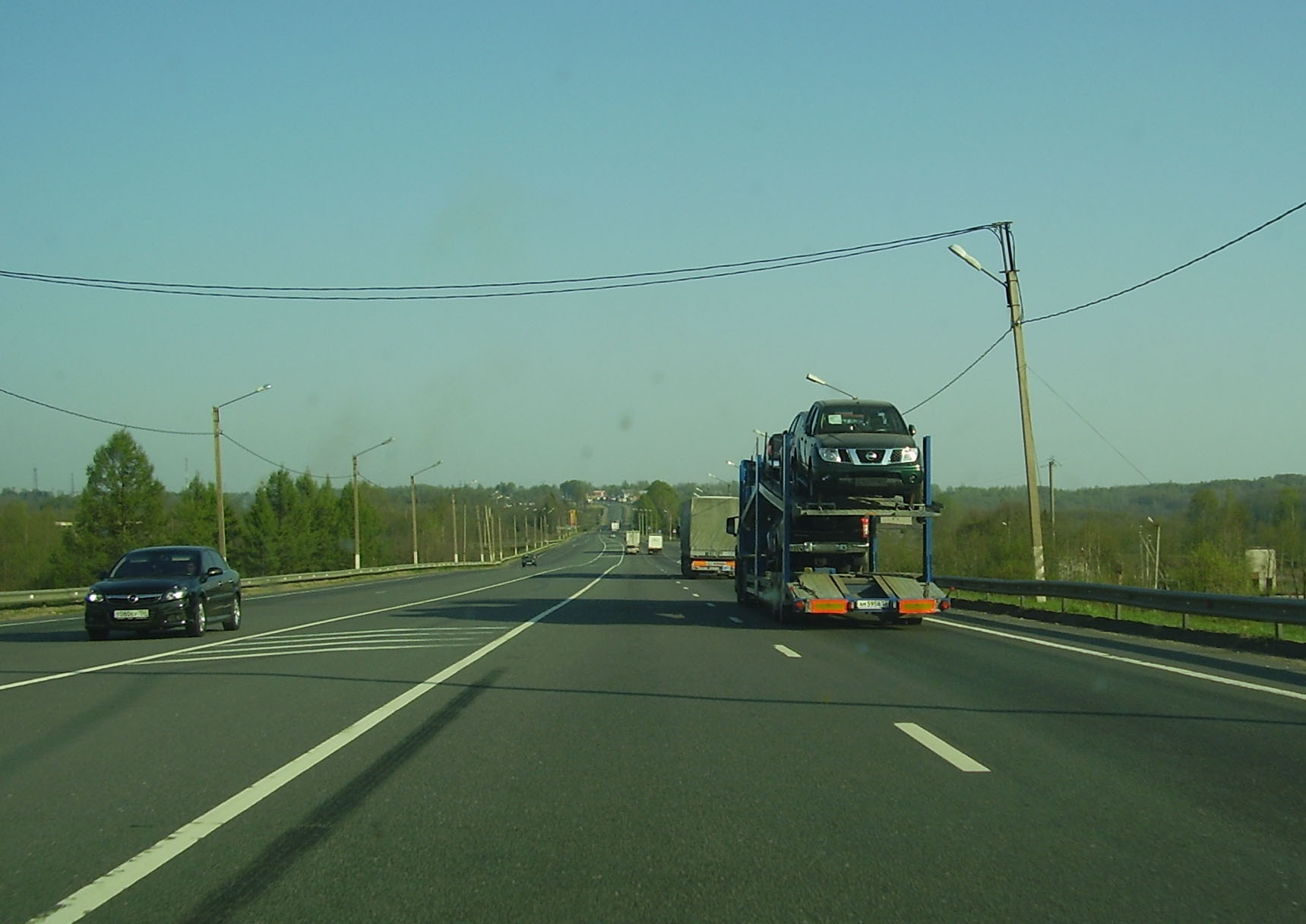
ノヴゴロド州のロシア連邦道路M10

- ロシア連邦道路M10（欧州自動車道路E18号線との重複区間） :  レニングラード州ヴィボルグスキー地区（英語版）トルフィノブカ（フィンランド・ロシア国境） - ヴィボルグ - ヴセボロジスキー地区（英語版） - サンクトペテルブルク
- ロシア連邦道路M10（欧州自動車道路E105号線との重複区間） :  サンクトペテルブルク - ノヴゴロド州ノヴゴロド - トヴェリ州トヴェリ - モスクワ州ゼレノグラード - モスクワ
- ロシア連邦道路M4（欧州自動車道路E119号線との重複区間） : モスクワ - カシーラ
- ロシア連邦道路M6（英語版）（欧州自動車道路E119号線との重複区間） : カシーラ - タンボフ州タンボフ - ヴォロネジ州ボリソグレフスク（英語版） - ヴォルゴグラード州ヴォルゴグラード
- ロシア連邦道路M6（欧州自動車道路E40号線、E119号線との重複区間） : ヴォルゴグラード - カルムイク共和国ツァガン・アマン（ロシア語版） - アストラハン州アストラハン
- ロシア連邦道路R215（ロシア語版）（欧州自動車道路E119号線との重複区間） : アストラハン - カルムイク共和国ラガンスキー地区（英語版） - ダゲスタン共和国キズリャール - マハチカラ
- ロシア連邦道路R217（英語版）（欧州自動車道路E119号線との重複区間） : マハチカラ - デルベント - マガラムケンツキー地区（英語版）マガラムケント（ロシア語版）

### アゼルバイジャン

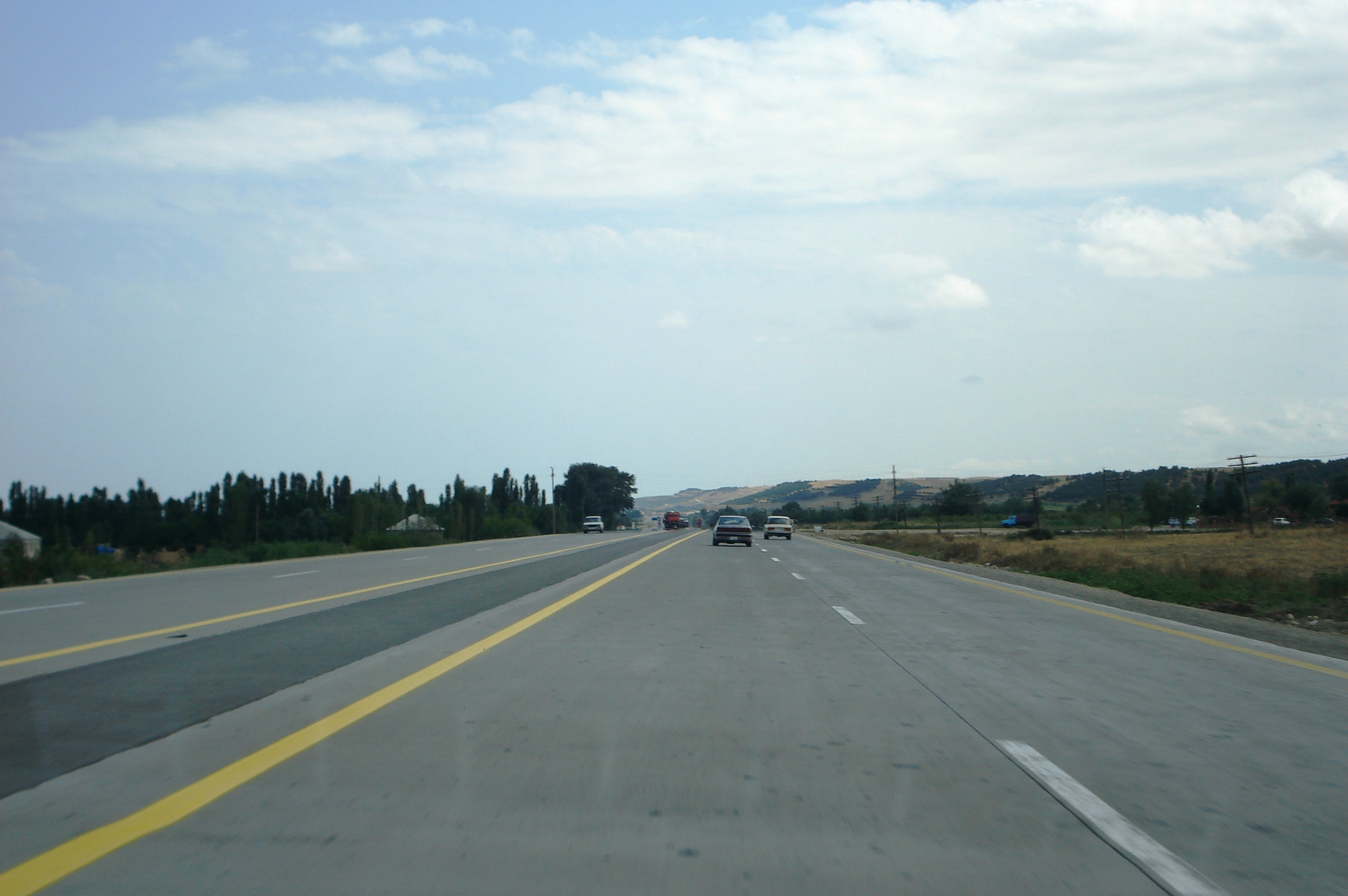
M2幹線道路

- M1幹線道路（ドイツ語版）（欧州自動車道路E119号線との重複区間） :  クサール県（英語版）サムール- クバ県クバ（英語版） - シアザン県（英語版）シアザン（英語版） - スムガイト - バクー
- M2幹線道路（ドイツ語版）（ アジアハイウェイ5号線、欧州自動車道路E60号線、E119号線との重複区間） : バクー - バクー市アリャート
- M3幹線道路（ドイツ語版）（欧州自動車道路E119号線との重複区間） : アリャート - サルヤン県サルヤン（英語版） - ランカラン - アスタラ県（英語版）アスタラ（英語版）

### イラン

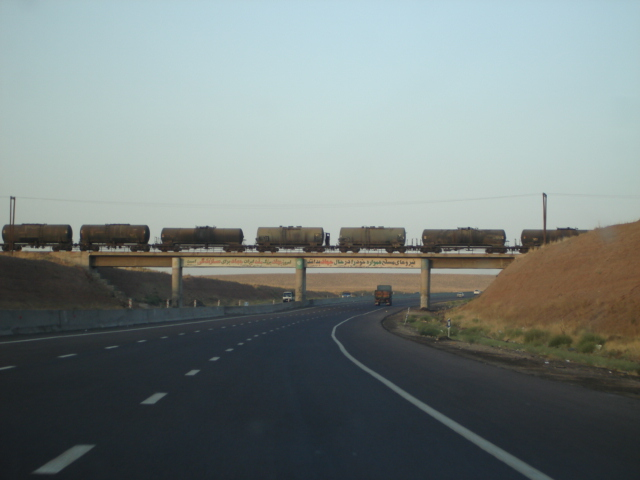
テヘラン～サヴェ間の高速道路5号線

- 国道49号線（英語版）  : アルダビール州アスタラ（英語版） - ギーラーン州ラシュト - ルードバール郡（英語版）エマームザーデ・ハシェム
- 高速道路1号線（英語版） : ルードバール郡エマームザーデ・ハシェム - ガズヴィーン州ガズヴィーン
- 高速道路2号線（英語版）（ アジアハイウェイ1号線との重複区間） : ガズヴィーン - テヘラン州テヘラン22区チットガル
- テヘラン環状道路（英語版） : 22区チットガル - テヘラン州シャフリヤール郡（英語版）
- 高速道路5号線（英語版）（ アジアハイウェイ2号線との重複区間） : テヘラン州シャフリヤール郡 - マルキャズィー州サーヴェ（英語版） - ゴム州サラフチェガン（英語版）
- 国道56号線（英語版） : サラフチェガン - マルキャズィー州アラーク - ロレスターン州ボルージェルド（英語版）
- 国道37号線（英語版） : ボルージェルド - ホッラマーバード
- 高速道路5号線 : ホッラマーバード - フーゼスターン州アンディーメシュク（英語版）
- 国道37号線 : アンディーメシュク - アフヴァーズ
- 高速道路5号線 :  - アフヴァーズ - バンダレ・エマーム・ホメイニー

## 国境
| 通過国1           | 通過国2          | 位置                                                                                         |
| ----------------- | ---------------- | -------------------------------------------------------------------------------------------- |
| （ フィンランド） | ロシア           | 北緯60度36分16.8秒 東経27度52分24.5秒 / 北緯60.604667度 東経27.873472度 E18号線との重複区間  |
| ロシア            | アゼルバイジャン | 北緯41度38分15.0秒 東経48度25分04.7秒 / 北緯41.637500度 東経48.417972度 E119号線との重複区間 |
| アゼルバイジャン  | イラン           | 北緯38度26分27.1秒 東経48度52分33.1秒 / 北緯38.440861度 東経48.875861度 E119号線との重複区間 |

## 脚註
1. ↑  “Asian Highway Handbook” (PDF).  UNESCAP (2003年). 2012年4月14日時点のオリジナルよりアーカイブ。2013年1月10日閲覧。